# Осушение

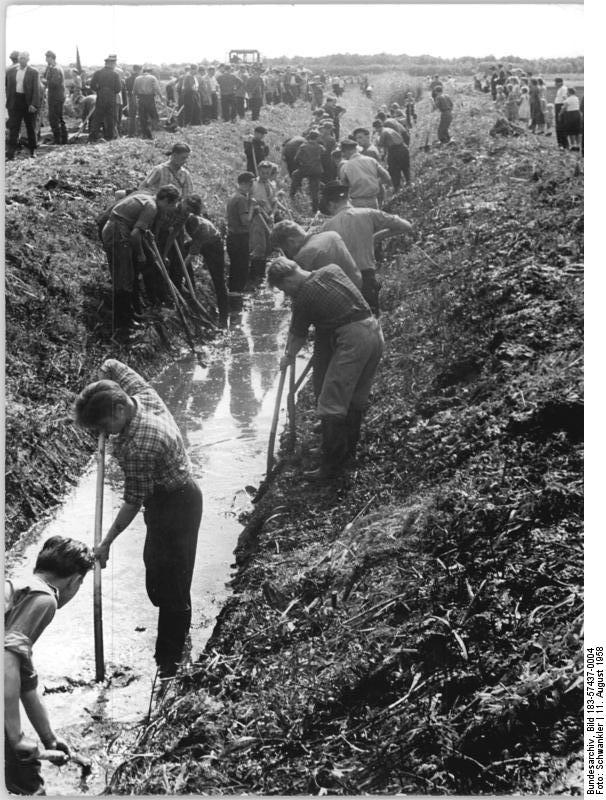
Расчистка дренажной канавы, в рамках осушения болот площадью 15000 га в районе Фридлендер-Гроссен-Визе (ГДР, 1958 год)

Осушение — мероприятия по снижению уровня грунтовых вод и уменьшению влажности верхних слоёв почвы в рамках мелиорации.
Обычно применяется в зоне избыточного увлажнения, где количество выпадающих осадков преобладает над испарением и образуется заболоченность местности. При осушении уменьшается влажность почвы, снижается её температура, деятельность микроорганизмов уменьшается. Устранение избыточной влаги достигается откачиванием вод осушительным инженерным оборудованием; дренажными системами; или высадкой пород деревьев, эффективно испаряющих влагу из почв.
В качестве примера можно привести масштабное осушение местности, произведённое при освоении Россией черноморского побережья Кавказа в XIX—XX веках, в результате которого ранее заболоченное, заражённое малярией и почти необитаемое побережье превратилось в курортную зону.